# Légation des Romagnes
22 novembre 1850 – 11 mars 1860-12 mars 1860
Entités précédentes :
- Légation de Bologne
Légation de Ferrare
Légation de Forlì 
Légation de Ravenne

Entités suivantes :
- Province de Bologne
Province de Ferrare
Province de Forlì
Province de Ravenne

Pour les articles homonymes, voir Romagne.
La légation des Romagnes,, ou Ire Légation fut  une subdivision administrative des États pontificaux instituée par Pie IX le 22 novembre 1850. Elle a pour frontière au nord le royaume lombard-vénitien, à l'est l'Adriatique, à l'ouest le duché de Modène et de Reggio, au sud la légation des Marches, la république de Saint-Marin et le grand-duché de Toscane.
En 1859, la légation compte 1 014 582 habitants. Le chef-lieu est la ville de Bologne.

## Toponyme
Dès la création de l’institution, la Ie Légation fut appelée légation de Romagne par le Cardinal secrétaire d'État Giacomo Antonelli. Tout en se référant à tradition onomastique historiquement en vigueur, le nom était inapproprié en partie parce que le territoire s'étendait au-delà de la Romagne et elle avait pour capitale une ville émilienne. 

En 1858, le nom est changé en celui de légation des Romagnes,.

## Histoire
Le système de délégations, introduit dans les États pontificaux au moment de Pie VII (1816), fut réformé par Pie IX avec la création de quatre grandes légations et de la circonscription de Rome.
La légation des Romagnes réunit les quatre légations existantes de Bologne, Ferrare, Forli et Ravenne. Les anciennes provinces conservèrent un délégué à la place du légat apostolique : il s'agissait en fait d'une délégation de la 1re classe attribuée au soin d'un cardinal. Les quatre délégations furent à leur tour divisées en un total de 38 gouvernements : 10 à la délégation de Bologne, Ferrare et Forlì, 8 à celle de Ravenne.
La nouvelle structure fut de courte durée, et en particulier la légation des Romagnes qui constitua, avec le plébiscite pour l'annexion au royaume de Sardaigne (11 mars 1860-12 mars 1860), la première grande perte territoriale des États pontificaux en faveur du royaume d'Italie.
La légation dissoute, l'État italien inclut dans son organisation administrative les quatre provinces pontificales.

## Source de traduction
- (it) Cet article est partiellement ou en totalité issu de l’article de Wikipédia en italien intitulé « Legazione delle Romagne » (voir la liste des auteurs).